# Malmö Kappsimningsklubb
 Malmö Kappsimningsklubb  är en simklubb som skapades 13 januari 1982 i Malmö. Den har sammanlagt 125 aktiva idrottare inom simning och simhopp. Det är ett dotterklubb till Limhamns simsällskap (LSS) och Malmö simsällskap (MS). Den går aldrig med vinst eller förlust eftersom klubbarna samarbetar för att jämna ut kostnaderna. Klubben har inga anställda utan alla är anställda hos antingen LSS eller MS.

## Historia
Malmö Simsällskap grundades 1869 och är därmed Malmös äldsta idrottsförening. De driver idag simskola och simhopp på breddverksamhetsnivå. Limhamns Simsällskap  grundades 1925 och bedriver babysim och även simskola. 1982 beslutade sig de två klubbarna för att samarbeta så att alla simmare och hoppare skulle tävla på JSM- och SM-nivå under det gemensamma namnet Malmö Kappsimningsklubb (MKK). Detta var ett projekt för att åter etablera Malmö som en duktig stad i simning. Idén att man skulle ha en klubb för endast tävlingsidrott fanns redan på 1960-talet. MS var då den klubb som var mest positiv till idén redan från början. Vid denna tid var även SK Ran deltagare i försöket att starta tävlingsklubben. Dock så var LSS och Ran inte redo att acceptera de planer som utarbetats angående MKK. Ran tackade nej eftersom deras polospelare var starkt emot hela idén och LSS därför att de inte var överens om den chefstränare (Lars-Erik Paulsson) som bestämts. December 1970 var MKK för första gången med i tävlingssammanhang. Sedan 1993 har all tävlingsverksamhet bedrivits i MKK och all breddverksamhet i LSS och MS då SK Ran bestämde sig för att helt ta avstånd från idén. Under denna tid har MKK varit den bästa simklubben i Sverige ett flertal gånger, senast 2007. 

## Klubbens beteende
MKK är en väldigt samarbetande klubb som är mycket mån om att förutom att få fram duktiga idrottare på elitnivå även utveckla idrottarens personlighet. De har tydliga och väl formulerade värdegrunder om att t.ex. vägen till målet är lika viktigt som målet, alla är lika mycket värda och att MKK tar avstånd från all form av narkotika och doping. Deras värdegrunder uttrycker också hur viktigt det är att klubben beter sig professionell och allt vad det innebär.  MKK har även en uppförandekod som mest beskriver hur medlemmarna ska behandla varandra, nämligen vänligt och med respekt för allas rätt till en åsikt. Ärlighet och konversation är en annan viktig del i MKK:s verksamhet. Alla ska kunna hålla en öppen konversation med varandra utan hemligheter och undanhållande av information. Allt som allt så är MKK en mycket hjälpsam klubb som försöker utveckla de aktiva idrottarna positivt på alla plan. 